# ایلکای گوندوغان
ایلکای گوندوغان (به آلمانی: İlkay Gündoğan); زاده ۲۴ اکتبر ۱۹۹۰) یک فوتبالیست حرفه‌ای آلمانی با اصلیت ترکیه ای است که به عنوان هافبک برای باشگاه فوتبال منچسترسیتی بازی می‌کند.
گوندوغان در سال ۲۰۰۹ قبل از امضای قرارداد با بوروسیا دورتموند در سال ۲۰۱۱ به نورنبرگ پیوست و در اولین و دومین فصل خود، بوندسلیگا و جام حذفی را برد. او به دورتموند کمک کرد تا به فینال لیگ قهرمانان اروپا در سال ۲۰۱۳ برسد و در بازی با شکست بایرن مونیخ گلزنی کرد. گوندوغان پس از انجام مجموعاً ۱۵۷ بازی و به ثمر رساندن ۱۵ گل برای دورتموند، در تابستان ۲۰۱۶ با مبلغ ۲۱ میلیون پوند با منچستر سیتی قرارداد امضا کرد. او در سال ۲۰۱۸، ۲۰۱۹، ۲۰۲۱، ۲۰۲۲ و ۲۰۲۳ قهرمان لیگ برتر شد و قهرمان جام اتحادیه فوتبال انگلستان در سال‌های ۲۰۱۸، ۲۰۱۹، ۲۰۲۰ و ۲۰۲۱ شد و قهرمان جام حذفی در سال ۲۰۱۹ و ۲۰۲۳ شد، در سال ۲۰۲۳ قهرمان لیگ قهرمانان اروپا شد.
گوندوغان اولین بازی خود را برای تیم ملی آلمان در سال ۲۰۱۱ انجام داد که قبلاً توسط تیم‌های جوانان آلمان در سطوح زیر ۱۸، زیر ۱۹، زیر ۲۰ و زیر ۲۱ سال بازی کرده بود. او در ترکیب تیم‌های آلمان برای جام ملت‌های اروپا ۲۰۱۲، جام‌جهانی فوتبال ۲۰۱۸، جام ملت‌های اروپا ۲۰۲۰ و جام‌جهانی فوتبال ۲۰۲۲ انتخاب شد.

## زندگی‌نامه
ایلکای گوندوغان در ۲۴ اکتبر ۱۹۹۰ در گلزنکیرشن، نوردراین-وستفالن، از پدر و مادر ترک متولد شد. پدربزرگ پدری‌اش یک کارگر مهاجر بود که از بالیکسیر ترکیه به منطقه روهر آلمان نقل مکان کرد تا به عنوان معدنچی کار کند. در همین حال، همسرش با فرزندان خود در ترکیه ماند و در آنجا بزرگ شدند و به مدرسه رفتند. گوندوغان در سال ۲۰۲۲ با سارا ارفاوی ازدواج کرد و صاحب یک فرزند شدند. ناز آیدمیر دختر عموی گوندوغان یک بازیکن والیبال است.
در ماه مه ۲۰۱۸، گوندوغان با رجب طیب اردوغان، رئیس جمهور ترکیه در لندن، به همراه مسعود اوزیل و جنک تسون، دو بازیکن دیگر آلمانی الاصل مقیم انگلیس و ترک تبار، ملاقات کرد. گوندوغان به دلیل اینکه اردوغان را "رئیس جمهور من" نامیده است، با وجود اینکه شهروند ترکیه نیست، مورد انتقاد قرار گرفت. این حادثه باعث جنجال سیاسی در آلمان شد و گوندوغان هفته‌ها بعد هنگام بازی برای تیم ملی توسط هواداران آلمانی مورد تمسخر قرار گرفت.

## عملکرد باشگاهی

### سال‌های آغازین
گوندوغان در سال ۲۰۰۹ از بوخوم به نورنبرگ انتقال یافت. در چهارمین بازی خود در بوندس‌لیگا، در ۱۹ سپتامبر ۲۰۰۹، خارج از خانه مقابل بایرن مونیخ، او اولین پاس گل خود را داد. اولین گل او برای این تیم در ۲۰ فوریه ۲۰۱۰ در یک بازی خانگی، دوباره مقابل بایرن مونیخ به ثمر رسید.

### دورتموند

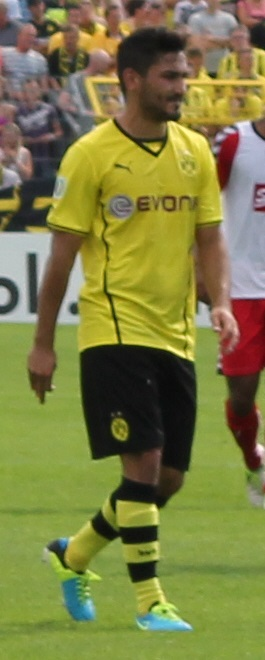
گوندوغان با باشگاه بروسیا دورتموند در سال ۲۰۱۳

در ۵ می ۲۰۱۱، اعلام شد که گوندوغان با قراردادی ۴ ساله به باشگاه بروسیا دورتموند به مبلغ تقریبی ۴ میلیون یورو پیوست. او اولین بازی خود را در ۲۳ ژوئیه در سوپر جام فوتبال آلمان مقابل شالکه انجام داد که در نهایت این بازی با تساوی بدون گل به پایان رسید و بازی به پنالتی‌ها رفت و به پیروزی دورتموند به ثمر رسید. در پنالتی‌های این بازی گوندوغان یک گل زد.
در ۱۷ دسامبر، گوندوغان اولین گل خود را برای دورتموند در پیروزی ۴–۱ خارج از خانه مقابل فرایبورگ زد. در ۲۰ مارس، گوندوغان گل دقیقه ۱۲۰ را به ثمر رساند و گروتر فورث را شکست داد و دورتموند را به فینال جام حذفی فوتبال آلمان رساند.
در فصل ۲۰۱۳–۲۰۱۲، گوندوغان یکی از مهره‌های اصلی بروسیا دورتموند بود که آنها به فینال لیگ قهرمانان اروپا رسیدند. او به خاطر بازی اش در دو بازی نیمه نهایی مقابل رئال مادرید مورد تحسین قرار گرفت. در ۲۵ می ۲۰۱۳، او گل تساوی را از روی نقطه پنالتی در دقیقه ۶۹ به ثمر رساند تا امید دورتموند در برابر بایرن مونیخ در فینال لیگ قهرمانان اروپا ۲۰۱۳ که در ورزشگاه ومبلی لندن برگزار شد، زنده نگه دارد. این اولین ضربه پنالتی او در یک بازی برای دورتموند بود. بایرن مونیخ در این دیدار با نتیجه ۲–۱ پیروز شد.

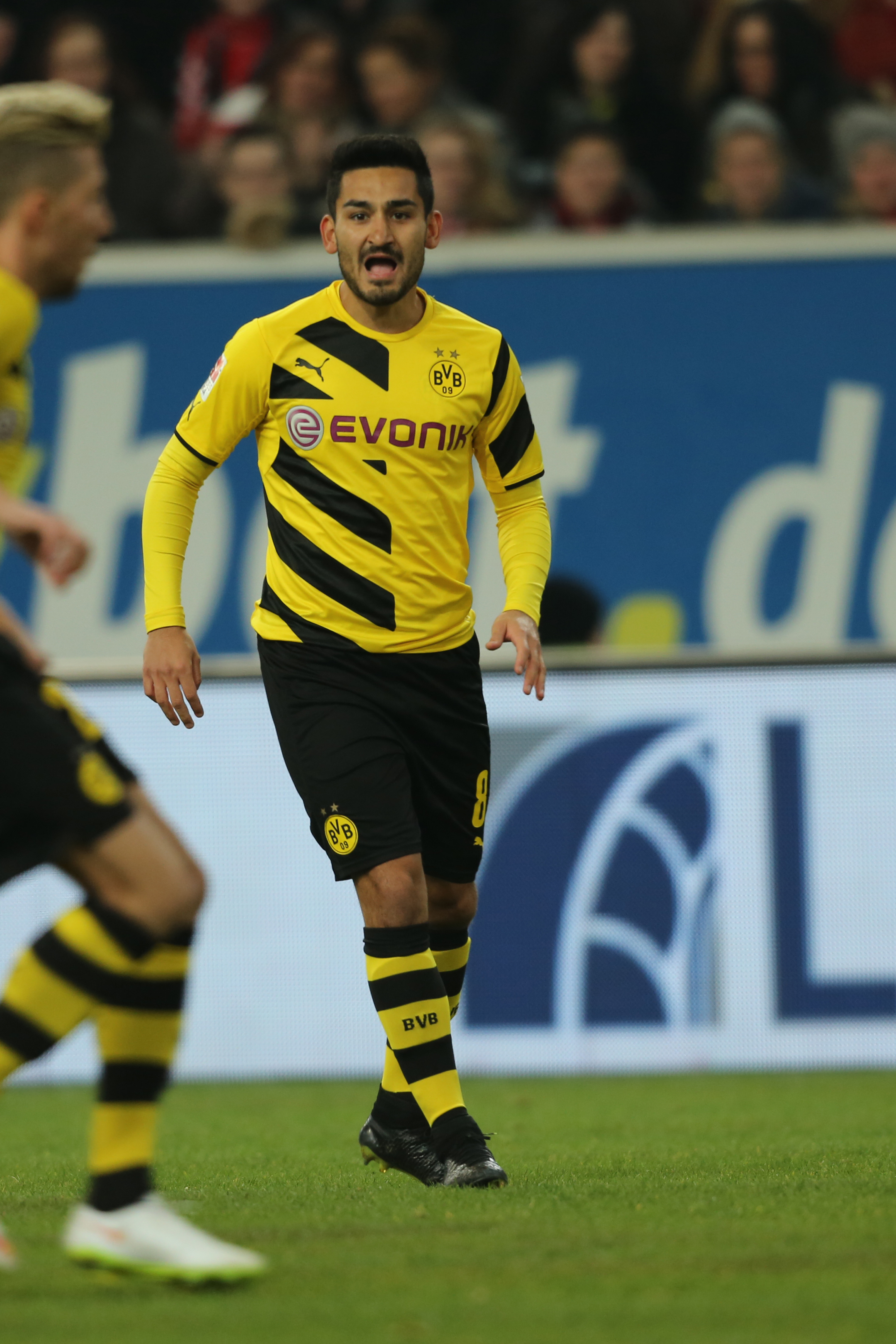
گوندوغان در حال بازی دورتموند در سال ۲۰۱۵

در ۲۴ ژوئیه ۲۰۱۳، گوندوغان در سوپر جام فوتبال آلمان ۲۰۱۳ در قهرمانی دورتموند با نتیجه ۴–۲ مقابل بایرن مونیخ، یک گل به ثمر رساند. در ماه اوت، گوندوغان از ناحیه کمر در حین انجام بازی ملی مصدوم شد که نیاز به عمل جراحی شد که در نهایت او را برای یک سال کامل از میدان‌ها دور کرد. او در آوریل ۲۰۱۴ قرارداد خود را تا سال ۲۰۱۶ تمدید کرد. با این حال او در ۱ ژوئیه ۲۰۱۵، دوباره قرارداد خود را تمدید کرد تا سال ۲۰۱۷ در باشگاه بماند.

### منچستر سیتی
در ۲ ژوئن ۲۰۱۶، گوندوغان با قراردادی چهار ساله به تیم لیگ برتری منچستر سیتی به مبلغ ۲۰ میلیون پوند امضا کرد. او اولین خرید باشگاه تحت هدایت پپ گواردیولا، سرمربی سابق بایرن مونیخ بود. او اولین بازی خود را در ۱۴ سپتامبر ۲۰۱۶ انجام داد و در بازی مرحله گروهی لیگ قهرمانان اروپا در خانه مونشن گلادباخ بازی کرد. در نهایت سیتی ۴–۰ پیروز شد و او صاحب یک پنالتی شد که سرخیو آگوئرو آن را تبدیل به گل کرد. سه روز بعد، گوندوغان در ورزشگاه منچستر سیتی در پیروزی ۴–۰ مقابل بورنموث به گل رسید. در ۲۹ اکتبر ۲۰۱۶ گوندوغان در پیروزی ۴–۰ مقابل وست برومویچ یک گل زد و یک پاس‌گل به آگوئرو داد. او به روند مثبت خود ادامه داد و دو گل به بارسلونا در برد ۳–۱ در خانه در مرحله گروهی لیگ قهرمانان اروپا زد.
در ۱۴ دسامبر ۲۰۱۶، در بازی لیگ برتر مقابل واتفورد، گوندوغان در دقیقه ۴۴ به دلیل آسیب دیدگی رباط زانو تعویض شد و گواردیولا اعلام کرد که برای چند ماه مصدوم خواهد بود. بعداً تأیید شد که گوندوغان به دلیل پارگی رباط‌های صلیبی در زانوی راست ادامه فصل را از دست داد.
در ۱۶ سپتامبر ۲۰۱۷، گوندوغان اولین بازی خود را برای منچستر سیتی بعد از حدود یک سال و به عنوان بازیکن تعویضی در برد ۶–۰ این تیم در لیگ برتر در برابر واتفورد انجام داد. سه ماه بعد، او اولین گل فصل خود را با پاس‌گل لروی سانه در پیروزی ۴–۱ مقابل تاتنهام با ضربه سر به ثمر رساند. ۱۳ فوریهٔ ۲۰۱۸، در حالی که سیتی در دور رفت مرحله یک شانزدهم نهایی خود در لیگ قهرمانان اروپا، بازل را با نتیجه ۴–۰ شکست داد، او در هر نیمه یک گل زد. در ۴ مارس، او دو رکورد پاس در لیگ برتر را در برد خانگی ۱–۰ مقابل چلسی به نام خود ثبت کرد: بیشترین تعداد پاس‌های انجام شده (۱۷۴) و بیشترین پاس‌های صحیح (۱۶۷) در یک مسابقه. دارنده قبلی هر دو رکورد، هم تیمی او در باشگاه، یحیی توره بود که در دسامبر ۲۰۱۱، ۱۵۷ پاس صحیح از ۱۶۸ پاس را در برابر استوک سیتی ثبت کرد.
گوندوغان در اوت ۲۰۱۹ قرارداد خود را به مدت چهار سال با منچستر سیتی تمدید کرد.
در ۲۱ سپتامبر ۲۰۲۰، آزمایش کووید-۱۹ گوندوغان مثبت شد، به این معنی که او باید به مدت ده روز خود را قرنطینه کند. این در همان روزی اعلام شد که قرار بود اولین بازی فصل منچستر سیتی مقابل ولورهمپتون برگزار شود. او اولین گل فصل خود در لیگ برتر را در ۱۵ دسامبر ۲۰۲۰ در تساوی ۱–۱ خانگی مقابل وست برومویچ به ثمر رساند. در ۷ فوریهٔ ۲۰۲۱، او در پیروزی ۴–۱ خارج از خانه مقابل لیورپول در لیگ برتر، دو گل به ثمر رساند و اولین پیروزی سیتی در آنفیلد را از سال ۲۰۰۳ را رقم زد.

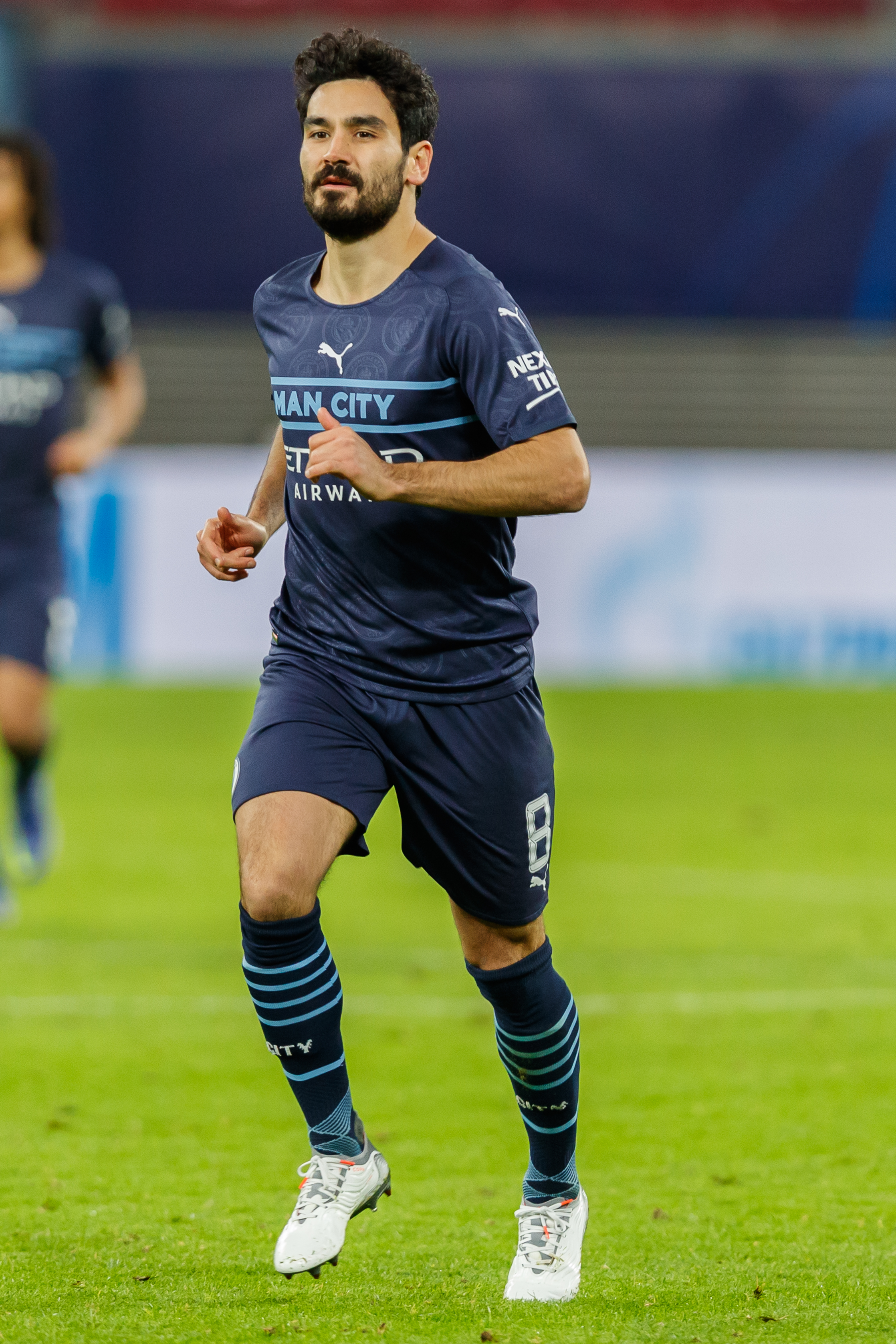
گوندوغان در سال ۲۰۲۱ در حال بازی برای منچستر سیتی

در ۱۲ فوریهٔ ۲۰۲۱، او جایزه بهترین بازیکن ماه لیگ برتر را به دلیل عملکرد فوق‌العاده خود در ماه ژانویه دریافت کرد. در ۱۲ مارس ۲۰۲۱، او برای دومین ماه متوالی جایزه بهترین بازیکن ماه لیگ برتر را با چهار گل و یک پاس گل در پنج بازی دریافت کرد. با انجام این کار، او اولین بازیکن منچستر سیتی شد که جوایز متوالی را برای این باشگاه کسب می‌کند. او فصل را به عنوان برترین گلزن منچستر سیتی در لیگ برتر با ۱۳ گل به پایان رساند.
در ۲۲ مه ۲۰۲۲، او دو گل در پیروزی ۳–۲ مقابل استون ویلا در آخرین بازی فصل ۲۰۲۲–۲۰۲۱ به ثمر رساند تا منچستر سیتی عنوان قهرمانی لیگ برتر را به دست آورد.
در ۱۴ اوت ۲۰۲۲، او توسط هم تیمی‌هایش به عنوان کاپیتان جدید باشگاه انتخاب شد و جایگزین فرناندینیو شد.

### بارسلونا
در ۲۳ ژوئن ۲۰۲۳ ایلکای گوندوغان با قراردادی ۳ ساله به قیمت ۹ میلیون یورو برای پیوستن به بارسلونا امضا کرد.
او اولین بازی اش را در ۲۷ ژوئیه ۲۰۲۳ برای بارسلونا انجام داد و آن بازی با باخت بارسلونا به اتمام رسید.
او یک فصل بعد به صورت توافقی با باشگاه فسخ کرد .

## عملکرد ملی

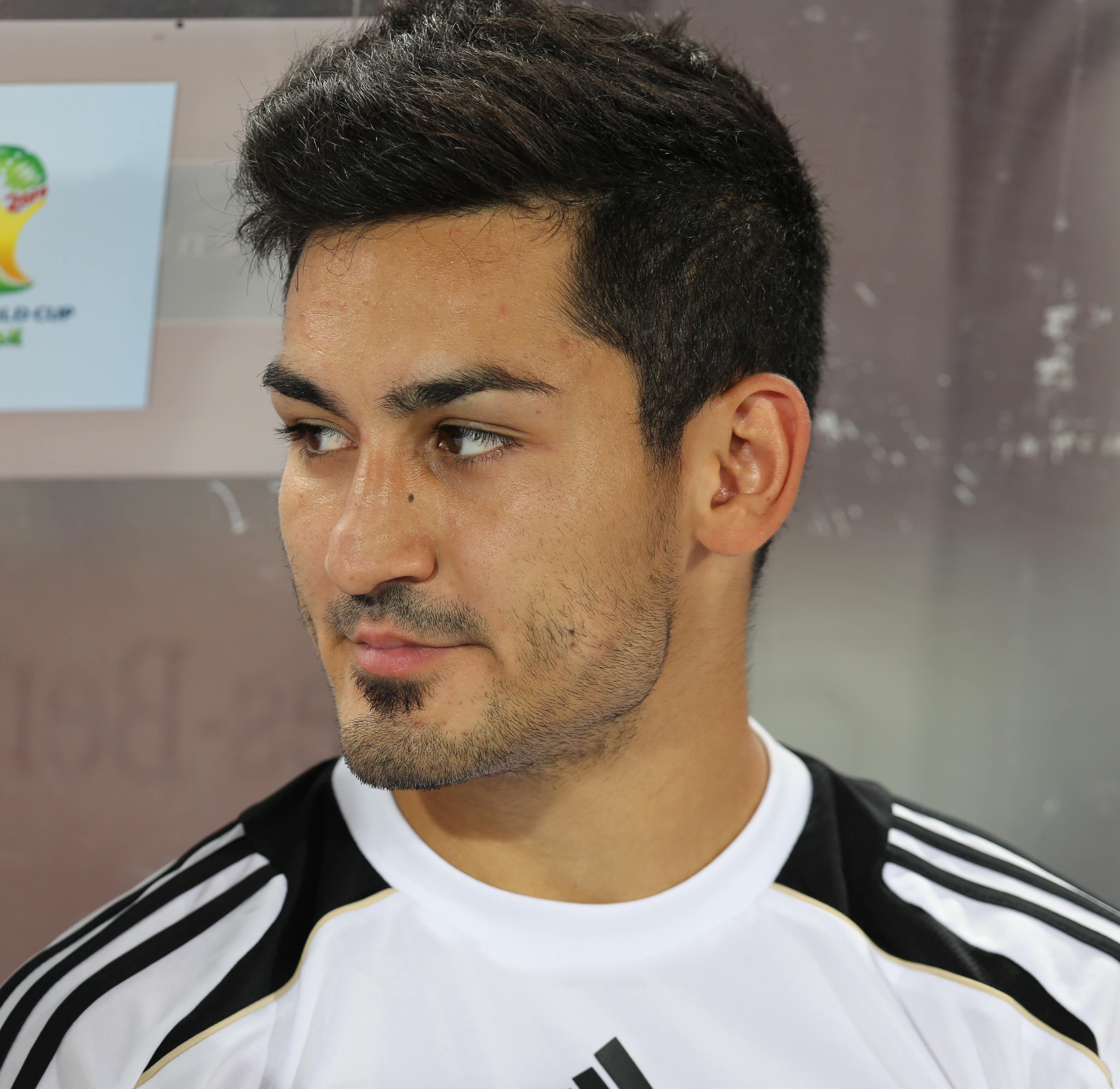
گوندوغان با تیم ملی جوانان آلمان در سال ۲۰۱۲

در دوران نوجوانی و جوانی‌اش بارها برای تیم‌های جوانان ملی آلمان بازی کرد. در تاریخ ۴ اوت ۲۰۱۱ برای اولین بار از طرف یواخیم لوو سرمربی تیم ملی آلمان به تیم ملی دعوت شد و در تاریخ ۱۱ اکتبر ۲۰۱۱ اولین بازی خود برای تیم ملی آلمان را در مقابل بلژیک انجام داد.
در ماه مه ۲۰۲۱، یواخیم لوو، سرمربی تیم وقت آلمان، برای تیم ۲۳ نفره آلمان برای جام ملت‌های اروپا ۲۰۱۲ گوندوغان را انتخاب کرد و پیراهن شماره دو به او داده شد. آلمان به نیمه نهایی این مسابقات رسید و مقام سومی را کسب کرد.
در تاریخ ۲۶ مارس ۲۰۱۳، گوندوغان اولین گل خود را برای آلمان در پیروزی ۴–۱ مقابل قزاقستان در مقدماتی جام جهانی ۲۰۱۴ به ثمر رساند. او دومین گل خود را در بازی بعدی خود به ثمر رساند، یک بازی دوستانه در ۱۴ اوت ۲۰۱۳ در ورزشگاه فریتز والتر، در حالی که آلمان از ۰–۲ به تساوی ۳–۳ مقابل پاراگوئه رسید. با این حال، او در این مسابقه به دلیل آسیب دیدگی از ناحیه کمر از زمین خارج شد و او را برای یک سال کامل از میدان‌ها دور کرد، به طوری که او جام جهانی ۲۰۱۴ را از دست داد، جایی که آلمان قهرمان شد.
در ۲۵ مارس ۲۰۱۵ در یک بازی دوستانه گوندوغان مقابل استرالیا به بازی‌های ملی برگشت که در پایان این بازی با تساوی ۲–۲ به پایان رسید. او در رقابت‌های جام ملت‌های اروپا ۲۰۱۶ شرکت کرد و در تاریخ ۱۴ ژوئن ۲۰۱۵ در پیروزی ۷–۰ خارج از خانه مقابل جبل الطارق و در تاریخ ۷ سپتامبر ۲۰۱۵ در پیروزی ۳–۲ مقابل اسکاتلند، گلزنی کرد.

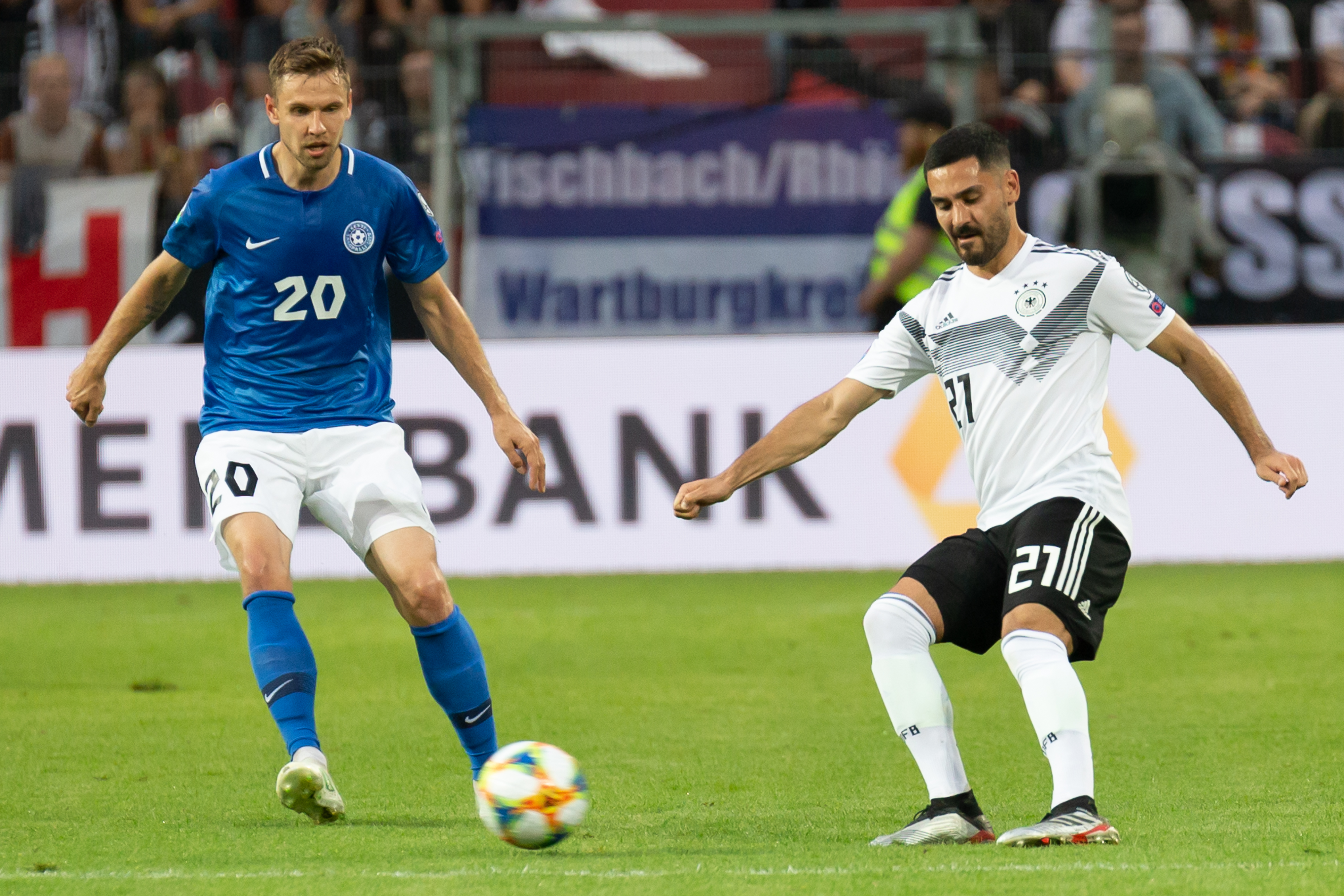
گوندوغان (راست) در حال بازی برای آلمان در سال ۲۰۱۹ در برابر استونی

در ۶ مه ۲۰۱۶، اعلام شد که گوندوغان به دلیل مصدومیت نمی‌تواند در مرحله نهایی جام ملت‌های اروپا ۲۰۱۶ شرکت کند. با این حال او در فهرست اولیه تیم برای جام جهانی ۲۰۱۸ روسیه که در ماه مه ۲۰۱۸ اعلام شد، حضور داشت. در ۴ ژوئن ۲۰۱۸، گوندوغان در فهرست نهایی ۲۳ نفره یواخیم لو برای جام جهانی انتخاب شد. در ۱۹ مه ۲۰۲۱، او برای تیم ملی آلمان در جام ملت‌های اروپا ۲۰۲۰ انتخاب شد.
در ترکیب اعلام شده جام‌جهانی ۲۰۲۲ قطر، گوندوغان به عنوان کاپیتان تیم ملی، در این مسابقات حضور پیدا کرد. وی اولین گل خود را در این مسابقات از روی نقطه پنالتی در تاریخ ۲۳ نوامبر ۲۰۲۲ در اولین بازی آلمان مقابل ژاپن به ثمر رساند که در نهایت این بازی با پیروزی ۱–۲ ژاپن به اتمام رسید.

## سبک بازی
"به نظر من گوندوغان، یک هافبک باهوش و کامل با نقاط قوت متعدد است."

— یورگن کلوپ، مربی سابق گوندوغان.
او توانست خلاقیت و پاس‌های فوق‌العاده با ویژگی‌های دفاعی و انرژی خستگی‌ناپذیر در سبک بازی انفجاری دورتموند قرار بگیرد. گوندوغان در سال‌های اولیه‌اش اغلب به‌عنوان یک هافبک سایه به کار می‌رفت، اما بعداً در دورتموند نقش محوری‌تری پیدا کرد. او در مورد این تغییر موقعیت گفت: «به این نتیجه رسیدم که بازی در عرض نقطه قوت من نیست. من احساس خوبی دارم که در پست هافبک دفاعی یا میانی بازی می‌کنم، اما همچنین معتقدم که می‌توانم به عنوان یک بازی ساز هم قدرت خود را حفظ کنم.»

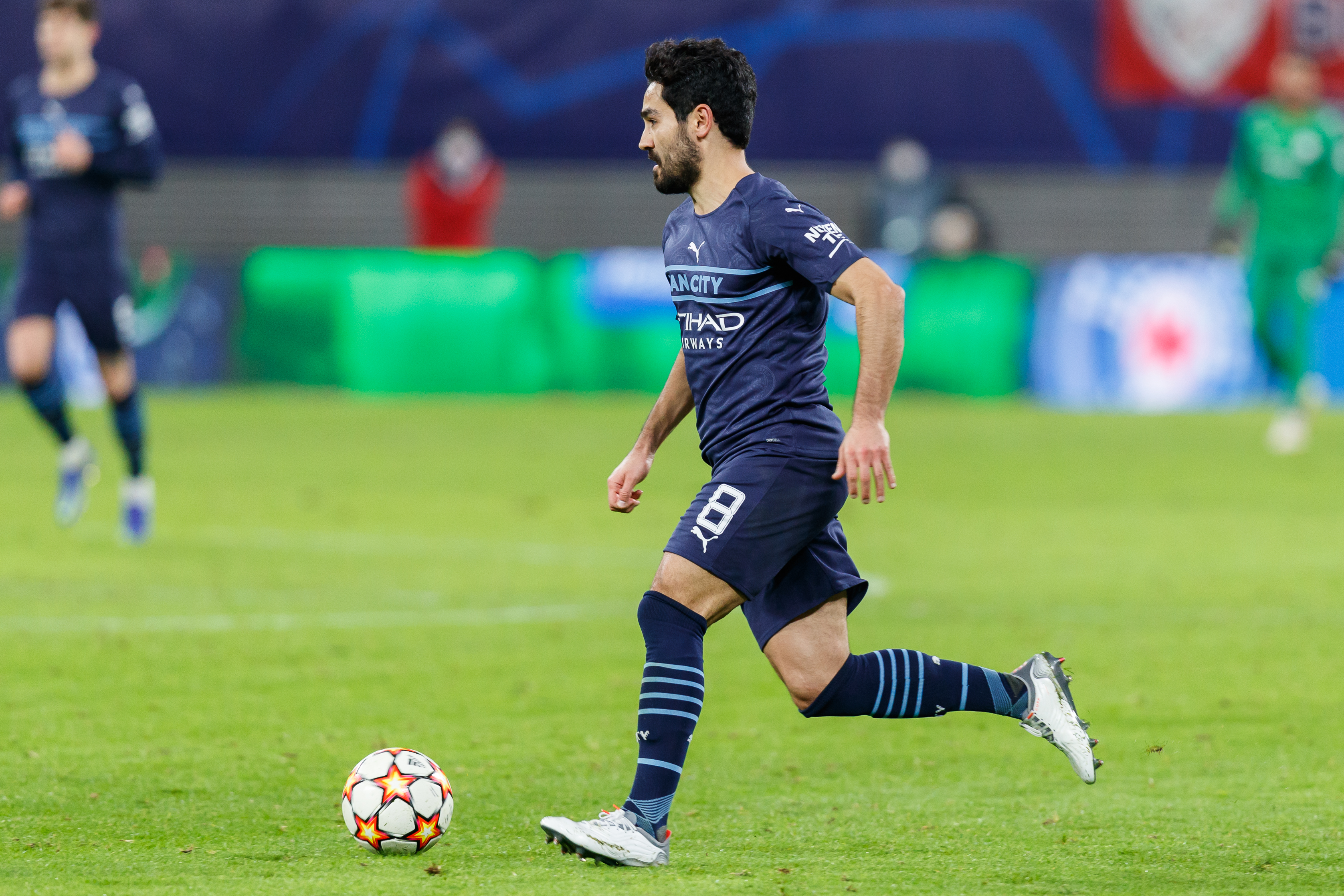
گوندوغان در حال بازی برای منچستر سیتی در سال ۲۰۲۱

در منچستر سیتی، گوندوغان ویژگی‌های متنوع خود از جمله بینش، میزان کار، مهارت‌های فنی و تطبیق‌پذیری خود را با حضور در پست‌های مختلف میانی، از جمله در نقش نگهدارنده، بیشتر نشان داد. اگرچه او از نظر آماری به اندازه سایر هم تیمی‌های خود در خط میانی کارآمد نبود، به ویژه از نظر تعداد گل‌ها و پاس‌گل‌هایی که به ثبت رساند، او به دلیل توانایی‌اش در پخش توپ و ایجاد فضا برای بازیکنان دیگر مورد تحسین رسانه‌ها قرار گرفت.

## آمار

### باشگاهی
تا تاریخ ۱۱ فوریه ۲۰۲۴
| باشگاه      | فصل              | لیگ               | لیگ  | لیگ | جام حذفی | جام حذفی | لیگ کاپ | لیگ کاپ | اروپا | اروپا | دیگر | دیگر | مجموع | مجموع |
| باشگاه      | فصل              | لیگ               | بازی | گل  | بازی     | گل       | بازی    | گل      | بازی  | گل    | بازی | گل   | بازی  | گل    |
| ----------- | ---------------- | ----------------- | ---- | --- | -------- | -------- | ------- | ------- | ----- | ----- | ---- | ---- | ----- | ----- |
| بوخوم ب     | ۲۰۰۸–۲۰۰۹        | لیگ منطقه‌ای غرب   | ۲    | ۱   | —        | —        | —       | —       | —     | —     | —    | —    | ۲     | ۱     |
| نورنبرگ     | ۲۰۰۸–۲۰۰۹        | بوندس‌لیگا ۲       | ۱    | ۰   | ۰        | ۰        | —       | —       | —     | —     | —    | —    | ۱     | ۰     |
| نورنبرگ     | ۲۰۰۹–۲۰۱۰        | بوندس‌لیگا         | ۲۲   | ۱   | ۲        | ۱        | —       | —       | —     | —     | ۲    | ۱    | ۲۶    | ۳     |
| نورنبرگ     | ۲۰۱۰–۲۰۱۱        | بوندس‌لیگا         | ۲۵   | ۵   | ۱        | ۰        | —       | —       | —     | —     | —    | —    | ۲۶    | ۵     |
| نورنبرگ     | مجموع نورنبرگ    | مجموع نورنبرگ     | ۴۸   | ۶   | ۳        | ۱        | —       | —       | —     | —     | ۲    | ۱    | ۵۳    | ۸     |
| دورتموند ب  | ۲۰۱۱–۲۰۱۲        | لیگ منطقه‌ای غرب   | ۱    | ۰   | —        | —        | —       | —       | —     | —     | —    | —    | ۱     | ۰     |
| دورتموند    | ۲۰۱۱–۲۰۱۲        | بوندس‌لیگا         | ۲۸   | ۳   | ۵        | ۱        | —       | —       | ۲     | ۰     | ۱    | ۰    | ۳۶    | ۴     |
| دورتموند    | ۲۰۱۲–۲۰۱۳        | بوندس‌لیگا         | ۲۸   | ۳   | ۴        | ۰        | —       | —       | ۱۲    | ۱     | ۱    | ۰    | ۴۵    | ۴     |
| دورتموند    | ۲۰۱۳–۲۰۱۴        | بوندس‌لیگا         | ۱    | ۰   | ۱        | ۰        | —       | —       | ۰     | ۰     | ۱    | ۱    | ۳     | ۱     |
| دورتموند    | ۲۰۱۴–۲۰۱۵        | بوندس‌لیگا         | ۲۳   | ۳   | ۴        | ۰        | —       | —       | ۶     | ۰     | —    | —    | ۳۳    | ۳     |
| دورتموند    | ۲۰۱۵–۲۰۱۶        | بوندس‌لیگا         | ۲۵   | ۱   | ۵        | ۱        | —       | —       | ۱۰    | ۱     | —    | —    | ۴۰    | ۳     |
| دورتموند    | مجموع دورتموند   | مجموع دورتموند    | ۱۰۵  | ۱۰  | ۱۹       | ۲        | —       | —       | ۳۰    | ۲     | ۳    | ۱    | ۱۵۷   | ۱۵    |
| منچستر سیتی | ۲۰۱۶–۲۰۱۷        | لیگ برتر انگلستان | ۱۰   | ۳   | ۰        | ۰        | ۰       | ۰       | ۶     | ۲     | —    | —    | ۱۶    | ۵     |
| منچستر سیتی | ۲۰۱۷–۲۰۱۸        | لیگ برتر انگلستان | ۳۰   | ۴   | ۳        | ۰        | ۶       | ۰       | ۹     | ۲     | —    | —    | ۴۸    | ۶     |
| منچستر سیتی | ۲۰۱۸–۲۰۱۹        | لیگ برتر انگلستان | ۳۱   | ۶   | ۶        | ۰        | ۴       | ۰       | ۸     | ۰     | ۱    | ۰    | ۵۰    | ۶     |
| منچستر سیتی | ۲۰۱۹–۲۰۲۰        | لیگ برتر انگلستان | ۳۱   | ۲   | ۴        | ۱        | ۵       | ۰       | ۹     | ۲     | ۱    | ۰    | ۵۰    | ۵     |
| منچستر سیتی | ۲۰۲۰–۲۰۲۱        | لیگ برتر انگلستان | ۲۸   | ۱۳  | ۴        | ۱        | ۲       | ۰       | ۱۲    | ۳     | —    | —    | ۴۶    | ۱۷    |
| منچستر سیتی | ۲۰۲۱–۲۰۲۲        | لیگ برتر انگلستان | ۲۷   | ۸   | ۴        | ۲        | ۱       | ۰       | ۱۰    | ۰     | ۱    | ۰    | ۴۳    | ۱۰    |
| منچستر سیتی | ۲۰۲۲–۲۰۲۳        | لیگ برتر انگلستان | ۳۱   | ۸   | ۳        | ۲        | ۳       | ۰       | ۱۳    | ۱     | ۱    | ۰    | ۵۱    | ۱۱    |
| منچستر سیتی | مجموع منچسترسیتی | مجموع منچسترسیتی  | ۱۸۸  | ۴۴  | ۲۴       | ۶        | ۲۱      | ۰       | ۶۷    | ۱۰    | ۴    | ۰    | ۳۰۴   | ۶۰    |
| بارسلونا    | ۲۰۲۳–۲۰۲۴        | لالیگا            | ۲۴   | ۵   | ۳        | ۰        | —       | —       | ۶     | ۰     | ۲    | ۰    | ۲۰    | ۵     |
| بارسلونا    | مجموع بارسلونا   | مجموع بارسلونا    | ۲۴   | ۵   | ۳        | ۰        | —       | —       | ۶     | ۰     | ۲    | ۰    | ۳۵    | ۵     |
| مجموع آمار  | مجموع آمار       | مجموع آمار        | ۳۶۷  | ۶۶  | ۴۹       | ۹        | ۲۱      | ۰       | ۱۰۳   | ۱۲    | ۱۱   | ۲    | ۵۵۱   | ۸۹    |

### بازی‌های ملی
تا تاریخ ۲۱ نوامبر ۲۰۲۳
| آلمان | آلمان | آلمان | آلمان  |
| سال   | بازی  | گل    | پاس گل |
| ----- | ----- | ----- | ------ |
| ۲۰۱۱  | ۱     | ۰     | ۰      |
| ۲۰۱۲  | ۳     | ۰     | ۰      |
| ۲۰۱۳  | ۴     | ۲     | ۲      |
| ۲۰۱۵  | ۸     | ۲     | ۱      |
| ۲۰۱۶  | ۴     | ۰     | ۱      |
| ۲۰۱۷  | ۲     | ۰     | ۰      |
| ۲۰۱۸  | ۷     | ۰     | ۰      |
| ۲۰۱۹  | ۸     | ۳     | ۲      |
| ۲۰۲۰  | ۵     | ۱     | ۰      |
| ۲۰۲۱  | ۱۲    | ۶     | ۰      |
| ۲۰۲۲  | ۱۲    | ۳     | ۱      |
| ۲۰۲۳  | ۷     | ۱     | ۰      |
| مجموع | ۷۳    | ۱۸    | ۷      |

### گل‌های ملی
| شماره | تاریخ           | میزبان        | بازی ملی | حریف        | نتیجه | رقابت                         |
| ----- | --------------- | ------------- | -------- | ----------- | ----- | ----------------------------- |
| ۱     | ۲۶ مارس ۲۰۱۳    | نورنبرگ       | ۷        | قزاقستان    | ۴–۱   | مقدماتی جام جهانی ۲۰۱۴        |
| ۲     | ۱۴ اوت ۲۰۱۳     | کایزرسلاوترن  | ۸        | پاراگوئه    | ۳–۳   | دوستانه                       |
| ۳     | ۱۳ ژوئن ۲۰۱۵    | فارو          | ۱۱       | جبل طارق    | ۷–۰   | مقدماتی جام ملت‌های اروپا ۲۰۱۶ |
| ۴     | ۷ سپتامبر ۲۰۱۵  | گلاسکو        | ۱۳       | اسکاتلند    | ۳–۲   | مقدماتی جام ملت‌های اروپا ۲۰۱۶ |
| ۵     | ۱۱ ژوئن ۲۰۱۹    | ماینتس        | ۳۳       | استونی      | ۸–۰   | مقدماتی جام ملت‌های اروپا ۲۰۲۰ |
| ۶     | ۱۳ اکتبر ۲۰۱۹   | تالین         | ۳۵       | استونی      | ۳–۰   | مقدماتی جام ملت‌های اروپا ۲۰۲۰ |
| ۷     | ۱۳ اکتبر ۲۰۱۹   | تالین         | ۳۵       | استونی      | ۳–۰   | مقدماتی جام ملت‌های اروپا ۲۰۲۰ |
| ۸     | ۶ سپتامبر ۲۰۲۰  | بازل          | ۳۹       | سوئیس       | ۱–۱   | لیگ ملت‌های اروپا ۲۱–۲۰۲۰      |
| ۹     | ۲۵ مارس ۲۰۲۱    | دویسبورگ      | ۴۳       | ایسلند      | ۳–۰   | مقدماتی جام جهانی ۲۰۲۲        |
| ۱۰    | ۳۱ مارس ۲۰۲۱    | دویسبورگ      | ۴۵       | مقدونیه     | ۱–۲   | مقدماتی جام جهانی ۲۰۲۲        |
| ۱۱    | ۷ ژوئن ۲۰۲۱     | دوسلدورف      | ۴۶       | لتونی       | ۷–۱   | دوستانه                       |
| ۱۲    | ۱۱ نوامبر ۲۰۲۱  | وولفسبورگ     | ۵۳       | لیختن‌اشتاین | ۹–۰   | مقدماتی جام جهانی ۲۰۲۲        |
| ۱۳    | ۱۴ نوامبر ۲۰۲۱  | ایروان        | ۵۴       | ارمنستان    | ۴–۱   | مقدماتی جام جهانی ۲۰۲۲        |
| ۱۴    | ۱۴ نوامبر ۲۰۲۱  | ایروان        | ۵۴       | ارمنستان    | ۴–۱   | مقدماتی جام جهانی ۲۰۲۲        |
| ۱۵    | ۱۴ ژوئن ۲۰۲۲    | گلادباخ       | ۶۰       | ایتالیا     | ۵–۲   | لیگ ملت‌های اروپا ۲۳–۲۰۲۲      |
| ۱۶    | ۲۶ سپتامبر ۲۰۲۲ | لندن          | ۶۲       | انگلستان    | ۳–۳   | لیگ ملت‌های اروپا ۲۳–۲۰۲۲      |
| ۱۷    | ۲۳ نوامبر ۲۰۲۲  | الریان        | ۶۴       | ژاپن        | ۱–۲   | جام جهانی ۲۰۲۲ قطر            |
| ۱۸    | ۱۴ اکتبر ۲۰۲۳   | هارتفورد شرقی | ۷۰       | آمریکا      | ۳–۱   | دوستانه                       |

## افتخارات

### بروسیا دورتموند
- بوندس‌لیگا (۱): ۱۲–۲۰۱۱
- جام حذفی فوتبال آلمان (۱): ۱۲–۲۰۱۱
- سوپر جام فوتبال آلمان (۱): ۲۰۱۳
- لیگ قهرمانان اروپا نایب قهرمان (۱): ۱۳–۲۰۱۲

### منچستر سیتی
- لیگ برتر فوتبال انگلستان (۵): ۱۸–۲۰۱۷، ۱۹–۲۰۱۸، ۲۰–۲۰۱۹، ۲۲–۲۰۲۱، ۲۳–۲۰۲۲[۶۰]
- جام حذفی فوتبال انگلستان (۱) ۱۸–۲۰۱۷، ۲۳–۲۰۲۲
- جام اتحادیه باشگاه‌های انگلستان (۴): ۱۸–۲۰۱۷، ۱۹–۲۰۱۸ ۲۰–۲۰۱۹، ۲۲–۲۰۲۱[۶۱]
- جام خیریه انگلستان (۲): ۲۰۱۸، ۲۰۱۹
- لیگ قهرمانان اروپا (۱): ۲۳–۲۰۲۲؛ نایب قهرمان (۱): ۲۱–۲۰۲۰

### فردی
- تیم فصل اروپا اسپورت مدیا: ۲۰۱۳[۶۲]